# Bergentrückung

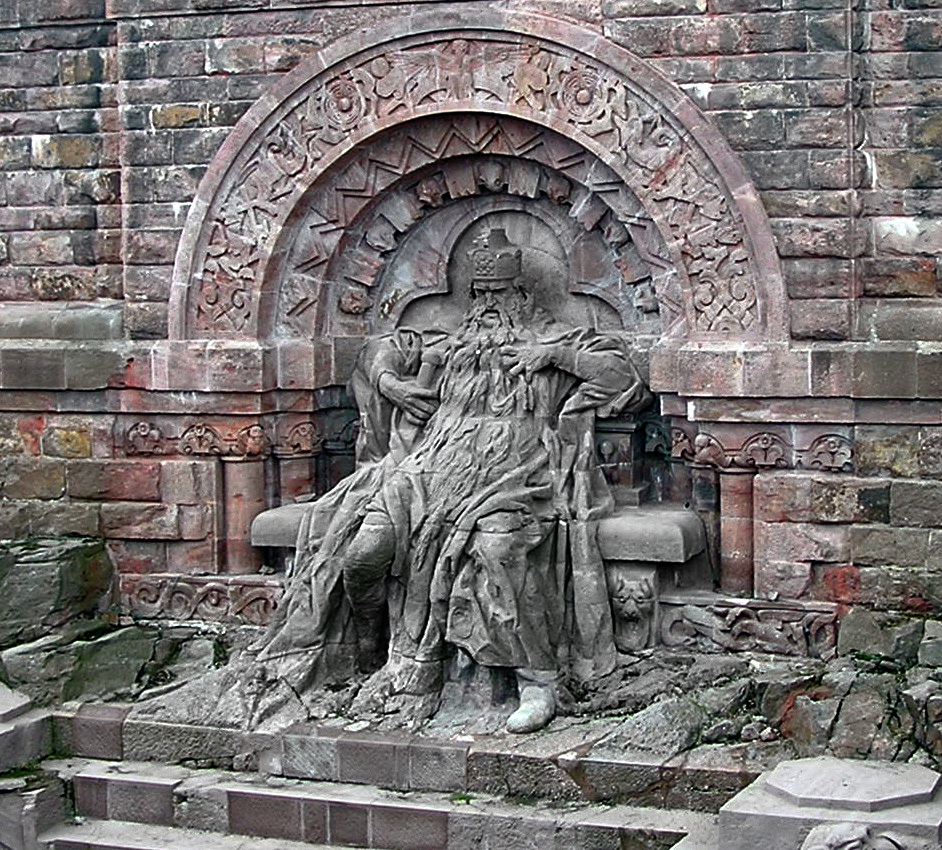
Der schlafende Kaiser Friedrich I. Barbarossa am Kyffhäuserdenkmal

Das literarisch-mythologische Motiv der Bergentrückung findet sich in unterschiedlicher Ausprägung in verschiedenen europäischen Kulturen. Gemeinsam ist allen diesen Vorstellungen, dass Personen aus der Welt der Menschen verschwinden, ohne zu sterben und sie in einer Unterwelt weiterleben; deshalb handelt es sich hier um eine besondere Form der Entrückung.

## Die Verbreitung des Bergentrückungsmotivs
Im skandinavischen Kulturraum ist die Bergentrückung als bergtagning (dänisch bjaergtagning „Berg-Nehmung“) bekannt und findet sich beispielsweise schon in der Ynglingasaga. In dieser Erzählung wird der schwedische König Sveigdir von einem Zwerg in einen Stein gelockt und bleibt für immer verschwunden.
Bergtagning ist eine zentrale Vorstellung im nordischen Troll-Glauben. Hierbei werden erwachsene Menschen beiderlei Geschlechts entführt, während beim verwandten Glauben an Wechselbälge Säuglinge und Kinder in die Gewalt übernatürlicher Wesen gelangen. Häufig wird ein Mensch an einem abgelegenen Ort in ein Haus gelockt, wo er Essen erhält. Wer die Gefahr rechtzeitig erkennt und das Essen ablehnt, dem kann die Flucht gelingen.
In irisch-keltischen Sagen und Märchen spielen Feen eine große Rolle bei der Bergentrückung. Feen sind in dieser Vorstellungswelt keine guten Wesen, sondern wahrscheinlich Lebewesen einer den Menschen unterlegenen Art, die nun in der Unterwelt versteckt leben. Diese Feenwesen nehmen nun Menschen zu sich in ihre unterirdische Welt, wobei die Ursachen dieser Entrückung dabei im irischen und skandinavischen Kulturraum sowohl selbstverschuldet als auch unverschuldet sein können und das Schicksal sowohl eine gute als auch eine schlechte Wendung für die betreffende Person nehmen kann.

## Bergentrückungen in der deutschen Überlieferung
Die Bergentrückung bezeichnet im deutschen Sprachraum ein Sagenmotiv, dem zufolge besonders Helden oder Herrscher nicht sterben, sondern in einen Berg entrückt werden, bis sie zurückkehren, um das Land von seinen Feinden oder vom Antichristen zu befreien. Besonders der lange vorherrschende Volksglaube an die Rückkehr eines Friedenskaisers manifestiert sich in diesem Sagenmotiv. Die Entrückung stellt man sich oft als langen Schlaf vor. Hintergrund ist die alte Vorstellung, wonach die Toten im Berg (außerhalb der irdischen Zeit) weiter fortleben. Dass gerade Herrscher in einem Berg weiterleben, ist dabei ein speziell deutsches Motiv, im irisch/keltisch/angelsächsischen Kulturraum befinden sich Herrscher bis zu ihrer Rückkehr an anderen Orten, aber nicht in Bergen.
- Karl der Große – im Desenberg, Donnersberg oder Odenberg, aber auch Friedrich II. oder Barbarossa ersetzend im Untersberg, Kyffhäuser oder Trifels
- Friedrich II. – im Kyffhäuser, Untersberg oder Trifels; jeweils Karl den Großen oder Barbarossa ersetzend
- Friedrich I. Barbarossa – Friedrich II. oder Karl den Großen ersetzend im Kyffhäuser, Untersberg oder Trifels
- Heinrich der Vogler – Südemer Berg bei Goslar
- Hedwig von Andechs mit ihrem schlafenden Heer in Schlesien
- Die Kinder im Märchen vom Rattenfänger von Hameln

Speziell um die Kaiser rankt sich auch die Sage, nach der sie so lange schlafen würden, wie Raben um den Berg fliegen. Währenddessen wachse der Bart des Kaisers um einen Steintisch. Bislang reiche er zweimal herum und wenn die dritte Runde beendet sei, begänne das Ende der Welt. Wenn dann also die Raben nicht mehr um den Berggipfel fliegen, wird der Kaiser aufwachen und mit seinem Gefolge zum Birnbaum auf dem Walserfeld zum letzten Kampf zwischen Gut und Böse reiten, bei dem (hoffentlich) das Böse vernichtet und das Gute siegen wird. Doch wenn das „Böse“ gewinnt, wird es, laut der Sage, Feuer regnen, und die Reiter der Hölle werden dem Boden entsteigen und die Seelen aller sammeln.

## Bergentrückung als literarisches Motiv in Europa
Bekannt ist die literarische Umsetzung durch Friedrich Rückert im Gedicht Barbarossa, wo es heißt, dass Friedrich I., dessen Bart durch den Tisch gewachsen ist, wiederkehren und „des Reiches Herrlichkeit“ zurückbringen werde, wenn die Raben nicht mehr den Berg umkreisen. Ironisch wird der Gegenstand von Carl Amery (An den Feuern der Leyermark) behandelt, indem er Ludwig II. von Bayern unter dem Einfluss von Richard Wagner an Stelle der Abdankung „Kyffhäuserisieren“ lässt.
Der irischen Schriftstellerin Isabella Augusta Gregory und ihrem Buch Gods and Fighting Men zufolge soll der irische Krieger und Jäger Fionn mac Cumhaill mit weiteren Kriegern in einer Höhle irgendwo unter Irland schlafen und zurückkehren, wenn sein Jagdhorn dreimal ertönt.
In dem Kinderbuch Weirdstone of Brisingamen lässt Alan Garner König Artus in Alderley Edge in Cheshire schlafen.

## Die Bergentrückung bei anderen Völkern
Auch andere Völker und Kulturkreise kennen Personen und Berge, die mit schlafenden Helden verbunden sind. Zum Beispiel:
- Bernardo Carpio, philippinischer Volksheld
- Ein unbekannter Krieger im Berg Giewont in der polnischen Tatra
- Königssohn Marko, ein serbischer König
- Montezuma, ein Gottkönig der Indianer in einem Berg in Arizona
- Wenzel von Böhmen soll der Legende nach mit seinen Kriegern im Berg Blaník schlafen.
- Auf Sizilien gibt es die Legende, wonach Kaiser Friedrich II. im Ätna schlafe und nicht im Kyffhäuser, Trifels oder Untersberg.
- Nach einer slowenischen Sage wartet König Matthias Corvinus im Berg Petzen mit seinen Mannen auf eine Weltschlacht.
- Sieben Schläfer von Ephesus, Heiligenlegende im Christentum und im Islam (dort als „Gefährten der Höhle“, arabisch أصحاب الكهف, DMG aṣḥāb al-kahf)
- Ghaiba, ein ähnliches Konzept aus dem schiitischen Islam
- Holger Danske, eine dänische Sagengestalt

## Ähnliche Erzählungen
Das Motiv der Entrückung eines Helden oder Herrschers an einen Ort fernab der Realität, von wo er zu gegebener Zeit zurückkehren würde, ist in vielen Regionen bekannt. Doch handelt es sich bei dem Ort der Entrückung nicht notwendigerweise um einen Berg. Einige Beispiele:
- Nach einer portugiesischen Legende sei König Sebastian I. in der Schlacht von Alcácer-Quibir 1578 entrückt worden. Je nach Version befinde er sich entweder auf der Insel Incoberta oder in einem Kloster und warte dort auf seine Rückkehr als Herrscher.[9][10]
- In der Arthussage und in den Artusromanen wird König Artus nach der legendären Schlacht von Camlann schwer verwundet zur Insel Avalon gebracht von wo er dereinst als zukünftiger König zurückkehren wird.
- Dunmail, der letzte König von Cumbria, habe nach seinem Tod seine Krone im Grisedale Tarn versenken lassen. Einmal jährlich sollen seine Krieger die Krone aus dem See holen und Dunmail in seinem Grab im Dunmail Raise fragen, ob er bereit sei, wieder die Herrschaft zu übernehmen, was er aber stets verneine.
- Nach einer englischen Legende würden die Töne von Francis Drakes Trommel ihn herbeirufen, wenn England in Gefahr sei.[11]
- In der Hagia Sophia in Istanbul sei der Patriarch mit allen liturgischen Geräten in einer Wand der Kirche verschwunden, als er während des Falls Konstantinopels die Heilige Liturgie zelebrierte. Das darauf folgende Massaker an den Bürgern, die Zuflucht in der Hagia Sophia gesucht hatten, hätten wiederum nur zwei Mönche überlebt. Sie seien danach in die Galerie emporgestiegen und ebenfalls in der Wand verschwunden. Sobald die Stadt wieder christlich und die Hagia Sophia wieder eine Kirche sei, würden sie und der Patriarch zurückkehren und die Heilige Liturgie zu Ende lesen.[12]
- Nach mehreren Verschwörungserzählungen sei während der Deutschen Antarktischen Expedition 1938/39 in Neuschwabenland ein riesiger militärischer Stützpunkt errichtet worden. Dorthin hätten sich 1945 mehrere hochrangige Nationalsozialisten und starke Truppenverbände zurückgezogen, um die Errichtung des Vierten Reichs vorzubereiten. Möglich sei dies, weil das Gebiet von heißen Quellen durchzogen sei, die für Energie und Wärme sorgen würden.[13][14] Dies kann als moderne Version der Legende von der Bergentrückung betrachtet werden.
- Als es den US-Truppen während des Afghanistankriegs nicht gelang, Osama bin Ladens habhaft zu werden, spekulierten 2002 amerikanische Esoteriker, er könnte sich in die unterirdische Welt von Shambhala zurückgezogen haben, deren Eingänge an verschiedenen Orten in Afghanistan und Pakistan lokalisiert wurden.[15]